# 愛をめぐる奇妙な告白のためのフーガ
『愛をめぐる奇妙な告白のためのフーガ』（あいをめぐるきみょうなこくはくのためのフーガ）は、琴音による小説。第17回日本ファンタジーノベル大賞優秀賞辞退作。新潮社の雑誌「小説新潮」の2005年9月号に抄録掲載。2005年12月17日、ライブドアパブリッシングにより刊行された。

## 概要
異例の公募文学賞辞退ということで、大手新聞各社や、ほぼすべてのポータルサイトのトピックスで取り上げられ、匿名掲示板2ちゃんねるやニュース系サイトでも大きな話題となった。
献辞は、インスピレーションの源となった宝塚歌劇団・専科のトップスターである轟悠と、二度と会えない生涯の親友に捧げられている。あとがきは書籍本体にはついていないが、作者の公式ブログ「愛をめぐる奇妙な告白のためのブログ」（外部リンク参照）で読むことができる。
装幀は、世界的デザイナー・中島英樹が担当した。エヴァネソンという透過紙に両面印刷を施して表紙を包み、同じ紙でカバーも作成した。四つの図像が一つの図版を結ぶというアイデアで、本作が、ポリフォニックな小説であることを象徴している。
また、作者の琴音自身が、本作を「ドラクエ」と呼び、読了後も終わらない小説として楽しめることに言及している。詳細は公式ブログで語られる予定という。
2006年3月2日、ライブドアパブリッシングの経営悪化による書店販売中止を機に版権引き上げの合意がなされ、同年4月25日に幻冬舎より新刊本として発売された。
懸念材料は、版権引き上げ後もライブドアパブリッシングが契約に違反して同書の販売を続けていることであり、消費者の良識が問われている。

## 内容
トラウマから感情をなくした「私」は、不可解な自殺を遂げた元恋人の部屋で、地図の描かれたメモを見つける。メモを頼りに辿り着いたのは、都心のスラム街にある一軒のアパートの3階。そこの住人が生業としているのは、客の「告白を聞く」という商売であった。「私」は、聞き屋として、アパートで働き始め、部屋の調達係の葉（イップ）と関係を持つようになる。
告白聞きます。虚実不問。秘密厳守。その言葉の通り、毎夜、訪れる客たちの告白は、どこまでが本当かわからない。だが、「私」は、心に傷を負った客たちの告白、個性的なアパートの住人たちとの交流、そして、葉の深い愛情により、次第に感情を取り戻していく。だが、街で子供の葬列に出くわした日から、突如、葉の態度が豹変する。
葉は、一体、何を考えているのか。連日、葬列が行われる街の暗部の秘密。追いかけてくる過去。元恋人の自殺した秘密。数々の謎は、一つの爆弾テロに収束し、物語はクライマックスを迎える。「私」が辿り着いた究極の愛の姿とは?

## 作品背景
本作はタイトルの通り、音楽上のフーガ形式をプロットとして用いている。提示部と嬉遊部の繰り返し、最終章にストレッタという構成がそれである。長編小説として、一連の繋がりを持つ提示部は、幾組もの恋人たちの関係が、多声、模倣の形として描かれる。一方、intermissionと名付けられた嬉遊部では、同じテーマ性を持ちながら、短編小説として書かれた「告白」により、構成される。
フーガをより深く理解することが、本作の理解に繋がると言える。

## 主な登場人物
私主人公。幼少期のある出来事以来、精神が不安定で、自傷癖がある。葉と出会い、次第に人間らしい感情を取り戻していくが…。
葉（イップ）聞き屋。女性同性愛者。スラムでの人気者。自らの不幸な生い立ちに加え、他人の不幸をも背負ってしまおうとするために精神の均衡を失い、時に過激な行動に出る。
キオミ私の元恋人。幼少期にレイプされて以来、自堕落な生活を送る。ある日、白いワンピースを着て、ビルの屋上から飛び降りる。
パンノキ聞き屋。12歳。食事の作り方と食事の色に異常な執着を持つ。彼にしか見えない犬・ネグネグを飼っている。
アヤメ聞き屋。ドラッグ中毒で、自虐的な言動を繰り返し、葉からよくたしなめられる。
天使（アンジュ）葉の階下に住む娼婦。ブルと毎日のように激しい喧嘩をする。ヴァイオリン弾きとの間に真の恋を見出すが…。
ブル天使のヒモ。黒人。ステロイド中毒。天使と激しい喧嘩を毎日のように繰り返すが、根は優しい男である。
ミシンと海亀男性同性愛者の二人組。病気になって余命が短いと知り、2人で名前その他すべてを共有しようとする。ネズミに盗聴器をしかけて、アパート中の情報を収集している。
革命家元傭兵。ネオナチ気取りの若者の襲撃によって死んだ人の臓器を売って生計をたてている。スラムの子どもたちに教育を施している。
革命家の母革命家の同居人。盲目で、脚が不自由。
占い師の老人大きな犠牲を払い、すべてを見通す能力を得た男。
ヴァイオリン弾きドイツ系アメリカ人。ネオナチ気取りの若者の襲撃の巻き添えを食って失明し、腕にもけがを負ってヴァイオリンを弾けなくなる。
その他にも、街の住人や客たちなどが登場する。

## intermissionのタイトル
告白の章。それぞれに、暗示的なタイトルが付けられている。
- 道
- グリュックス・シュバイン
- 夜の曲がり角
- T2=4π2R3/GM
- ユークリッド幾何を超えて
- ゴルゴダの丘
- noone knows
- コックサッカーブルース
- 種まく人
- ノスリの夢
- 凱旋門
- 人魚姫
- 悪の華
- 第三の嘘